# Aguelmam Azegza
Aguelmam Azegza (àrab أكلمام أزكزا) és una comuna rural de la província de Khénifra de la regió de Béni Mellal-Khénifra. Segons el cens de 2014 tenia una població total de 7.684 persones.